# Рудольф Патцка
Рудольф Патцка (нім. Rudolf Patzka) — австрійський футболіст, що грав на позиції півзахисника.

## Клубна кар'єра
На рівні вищого дивізіону чемпіонату Австрії грав у клубі «Вієнна». Дебютував наприкінці сезону сезоні 1936-37, у якому зіграв два матчі. Влітку команда брала участь у розіграші Кубка Мітропи 1937. Починаючи з другого матчу турніру, Патцка змінив у основі на позиції правого півзахисника Отто Каллера. Грав у п'яти матчах проти «Янг Фелловз» і «Ференцвароша». Від угорців команда й вилетіла в додатковому матчі. 
В наступному сезоні 1937-38 Рудольф також не був гравцем основи і зіграв за команду 5 матчів в чемпіонаті Австрії і один у Кубку Австрії.

## Статистика виступів

### Статистика виступів у Кубку Мітропи
| №                      | Розіграш               | Стадія                 | Дата та місце проведення | Команда 1              | Рахунок | Команда 2    | Голи та інші дії |
| ---------------------- | ---------------------- | ---------------------- | ------------------------ | ---------------------- | ------- | ------------ | ---------------- |
| 1                      | 1937                   | 1/8                    | 27.06.1937, Цюрих        | Янг Фелловз            | 1:0     | Ферст Вієнна |                  |
| 2                      | 1937                   | 1/8, додат             | 29.06.1937, Цюрих        | Янг Фелловз            | 0:2     | Ферст Вієнна |                  |
| 3                      | 1937                   | 1/4                    | 4.07.1937, Будапешт      | Ференцварош            | 2:1     | Ферст Вієнна |                  |
| 4                      | 1937                   | 1/4                    | 11.07.1937, Відень       | Ферст Вієнна           | 1:0     | Ференцварош  |                  |
| 5                      | 1937                   | 1/4, додат             | 14.07.1937, Будапешт     | Ференцварош            | 2:1     | Ферст Вієнна |                  |
| Всього у кубку Мітропи | Всього у кубку Мітропи | Всього у кубку Мітропи | Всього у кубку Мітропи   | Всього у кубку Мітропи | 5       |              | 0                |